# Alocén
Alocén é um município da Espanha na província de Guadalajara, comunidade autónoma de Castilla-La Mancha, de área 17,92 km² com população de 179 habitantes (2004) e densidade populacional de 9,99 hab./km².

## Demografia
| Variação demográfica do município entre 1991 e 2004 | Variação demográfica do município entre 1991 e 2004 | Variação demográfica do município entre 1991 e 2004 | Variação demográfica do município entre 1991 e 2004 |
| --------------------------------------------------- | --------------------------------------------------- | --------------------------------------------------- | --------------------------------------------------- |
| 1991                                                | 1996                                                | 2001                                                | 2004                                                |
| 138                                                 | 156                                                 | 162                                                 | 179                                                 |